# Taylor, Alabama
Taylor är en kommun (town) i Geneva County, och i Houston County, i Alabama. Orten har fått namn efter bosättaren James Taylor. Vid 2010 års folkräkning hade Taylor 2 375 invånare.